# TRT World
TRT World is een Turkse publieke omroep die 24 uur per dag uitzendt, in het Turks, Engels, Arabisch, Azerbeidzjaans en Koerdisch. TRT World exploiteert 14 tv-zenders - waarvan 5 in HD - en 19 radiostations voor algemeen entertainment, muziek, sport, kinderen en nieuws.
De omroep valt onder de Türkiye Radyo-Televizyon Kurumu (TRT) en zendt uit vanuit de Istanboelse wijk Ulus. Naast het hoofdkantoor in Istanboel heeft TRT World uitzendcentra en studio's in Washington D.C. en Londen. Het is lid van de brancheorganisatie Association for International Broadcasting, en via het moederbedrijf TRT ook lid van de Europese Radio-unie en van de Asia-Pacific Broadcasting Union.
TRT World heeft als doelstellingen “bij te dragen tot een beter begrip, aannames uit te dagen, debat aan te moedigen, positief gedrag te stimuleren, en een katalysator te zijn voor positieve verandering.”
Toch heeft het netwerk kritiek gekregen omdat het niet zou voldoen aan de gangbare journalistieke ethiek en normen voor onafhankelijkheid en objectiviteit, waarbij sommige commentatoren, vooral in het westen, het een spreekbuis van de regering Erdoğan noemden, en zelfs meer bepaald van de AKP-partij. TRT World voert daartegen aan dat het financieel en redactioneel onafhankelijk is van de regering, en dat zijn nieuwsgaring en verslaggeving activiteiten net als die van andere door de overheid gefinancierde omroepen over de hele wereld zijn, met een missie om een niet-Turks publiek gebeurtenissen te tonen vanuit het gezichtspunt van Turkije. Alle TRT-kanalen vallen naar eigen zeggen onder de controle van toezichthouder Radyo ve Televizyon Üst Kurulu (RTÜK) en zijn in overeenstemming met de Europese Conventie inzake grensoverschrijdende televisie van de Raad van Europa.
Niettemin staat vrije nieuwsgaring in Turkije onder druk: volgens Verslaggevers Zonder Grenzen stond het land in 2022 op de 149e plaats van de 180 landen op het gebied van persvrijheid.